# Hřib dřevožijný
Hřib dřevožijný (Buchwaldoboletus lignicola) je vzácná jedlá houba patřící do rodu Buchwaldoboletus.

## Popis
Klobouk je široký 3–8cm, v mladém věku zaoblený, později se splošťuje do oblouku a má plstnatý povrch. Barva jeho povrchu se odvíjí od vlhkosti okolního prostředí, za sucha je žlutý, za vlhka žlutohnědý až hnědý. Při okrajích se stáčí k rourkám. Během raného vývoje hřibu nejde jasně oddělit klobouk a třeň.
Třeň mívá béžovou až hnědooranžovou barvu a občas se na ní vyskytují další nevyvinuté klobouky. Mívá jemnou vůni a nenápadnou chuť. Plodnice bývají 2–3 najednou a jsou podobné hřibu příživnému. Rourky jsou sbíhavé, 4–8 mm dlouhé, se žlutou barvou.
Póry hřibu dřevožijného mají žlutou, při okrajích hnědou až rezavou barvu; při otlačení se barví do modra až modrozelena. Jsou drobné, při okrajích protáhlé. Tvoří několik různobarevných pásů na rubu klobouku. Od vnějšího okraje klobouku je to několikamilimetrový hnědý pás, který přechází do červeného, následně hnědorezavého a nakonec do žlutého, který pokrývá přibližně 2/3 celého rubu klobouku.

## Výskyt
Hřib dřevožijný se vyskytuje od středních poloh až po podhorské oblasti v jehličnatých nebo smíšených lesích, převážně na pařezech a kmenech jehličnanů (nejčastěji na smrcích a borovicích) výjimečně i na listnatých stromech.
Délka jeho výskytu se odvíjí od množství živin v pařezu nebo kmenu stromu a okolí.
Velmi často se vyskytuje společně s hnědákem Schweinitzovým, na jehož podhoubí parazituje.

## Objev a zařazení
Druh byl poprvé objeven a popsán v roce 1924 mykologem německého původu Franzem Kallenbachem; tehdy ho popsal jako formu hřibu sírového, ale již v roce 1929 ho uznal jako samostatný druh Boletus lignicola, protože se samostatně vyskytoval ve třech lokalitách v Německu.
V roce 1969 byl českým mykologem Albertem Pilátem přeřazen do rodu Buchwaldoboletus.

## Ohrožení
Druh je evidován na Červeném seznamu v kategorii ohrožených taxonů (EN), což znamená, že jeho nález by měl být hlášen České mykologické společnosti.